# Такахо (округ Вестчестер, Њујорк)
Такахо (енгл. Tuckahoe, Westchester County) град је у америчкој савезној држави Њујорк.

## Демографија
По попису из 2010. године број становника је 6.486, што је 275 (4,4%) становника више него 2000. године.
| Група             | 2000.         | 2010.         |
| Белци             | 4.349 (70,0%) | 4.375 (67,5%) |
| Афроамериканци    | 628 (10,1%)   | 714 (11,0%)   |
| Азијати           | 606 (9,8%)    | 538 (8,3%)    |
| Хиспаноамериканци | 549 (8,8%)    | 784 (12,1%)   |
| Укупно            | 6.211         | 6.486         |